# Тотлебен, Готтлоб Курт Генрих
Готтлоб Курт Генрих фон Тотлебен, Владетель Тоттлебена, Цайпау и Хаусдорфа в Заганшен — (также Тоттлебен, Тодлебен, также Готлиб-Генрих; нем. Gottlob Curt Heinrich Graf von Tottleben, Herr auf Tottleben, Zeippau und Hausdorf im Saganschen; 21 декабря 1715, родовое имение Тотлебен неподалёку от Бад Лангензальца в Тюрингии — 20 марта 1773, Варшава) — саксонский авантюрист и русский генерал, прославившийся занятием Берлина в октябре 1760 года; герой популярных в Западной Европе конца XVIII — начала XIX столетия литературных произведений, содержавших элементы авантюрного или плутовского романа, во многом типичный представитель своего времени, «золотого века авантюристов».

## Биография

### Саксонский юстиции-советник
Старший сын барона Карла Адольфа и баронессы Эльзы Софии фон Тотлебен (старый тюрингский род, влиятельный уже с XVI века, фамилия Тотлебен происходит от девиза «Treu auf Tod und Leben» (приблизительный перевод: верен не на жизнь, а насмерть; верен до самой смерти), которому граф Тотлебен, похоже, по жизни не слишком следовал), в отрочестве был пажом при дворе саксонского курфюрста и польского короля, вскоре стал камер-юнкером, с 1742 года — советником юстиции при саксонском правительстве.
14 сентября 1745 года польским королём и саксонским курфюрстом Фридрихом Августом II он был возведён в графское достоинство.

### Семья
После смерти первой жены, Иоганетты Софии фон Кропфф в 1743 году (от этого брака у Тотлебена трое детей, из которых выжила лишь старшая дочь, Шарлотта Вильгельмина Иоганна, в замужестве баронесса фон Мирбах в Курляндии) женился на вдове графа Брониковского, владелице крупного поместья Вайстроп под Дрезденом, графине Элизабет Кристиане фон Зайфертиц. У них родился сын, граф Карл Адольф Готфрид фон Тотлебен, владетельный князь Вайстропа, впоследствии подполковник на прусской службе.

### Бегство из Саксонии
Тотлебен был обвинён в коррупции и бежал, не дожидаясь результатов расследования, из Саксонии, после чего был заочно приговорён к пожизненному изгнанию.

### Голландский полковник
После неудачной попытки поступить на баварскую службу Тотлебен уехал в Голландию, где в 1747 году ему удалось получить патент полковника.
Во время войны за австрийское наследство (1740—1748) в Нидерландах с французами, в 1747 году вторгнувшимися в страну, пехотный полк Тотлебена в боевых действиях участия не принимал, находясь в тылу, в окрестностях Бреды. После войны полк был переведён на гарнизонную службу в Штеенбергене, вскоре затем расформирован. За Тотлебеном была сохранена полковничья пенсия.
Отсутствие военных успехов Тотлебен возмещал победами на амурном фронте, развлекающими европейских читателей ещё спустя полстолетия. Он соблазнил и похитил пятнадцатилетнюю единственную наследницу миллионного состояния Марию Петронеллу Гратьенн Виктор. Бегство из Голландии, где Тотлебен был объявлен в розыск, было осуществлено в лучших традициях приключенческого жанра: любовники четырежды переправлялись с одного берега Рейна на другой, чтобы сбить погоню со следа.

### Прусский вельможа
1 мая 1751 года Тотлебен подал прошение о разрешении проживания в Пруссии. После смерти второй жены он женился на Марии Виктор и переселился в Берлин, где, благодаря вновь приобретённому богатству и графскому титулу, был хорошо принят при прусском дворе. Он уже планировал перейти в прусскую службу. Однако, устав от неверности и мотовства мужа, Мария Виктор подала в 1755 году на развод. Развод был скандальным, сам Фридрих II был вынужден вмешаться в выяснение отношений между супругами. За возмутительные речи против двора, принявшего сторону жены, Тотлебен получил предписание покинуть Берлин.

### Российский генерал
Изгнанный из Пруссии, Тотлебен безуспешно пытался сформировать пехотный полк для австрийцев. Затем он вернулся в Голландию, где установил контакт с русским посланником и получил предложение сформировать добровольческий корпус для России. Он оставил голландскую службу и переехал в Санкт-Петербург.
По сведениям немецкого биографа, по указу от 1 (12) марта 1757 года Тотлебен получил право на формирование двенадцатитысячного корпуса и чин генерал-майора. По другим, более надёжным сведениям, он первоначально был волонтёром и лишь в 1759 году в знак признания проявленной доблести был принят в российскую армию сразу генерал-майором (что достаточно необычно, так как Тотлебен перескочил тем самым, по крайней мере, через одно воинское звание, а именно бригадира).
В сражениях Семилетней войны (1756—1763) Тотлебен, не имевший до того времени боевого опыта (в написанном собственноручно послужном списке, он сообщал о своём участии в чине капитана кавалерии в боевых действиях начального этапа Войны за австрийское наследство; эти данные, однако, по всей вероятности, присочинены им для придания послужному списку большей солидности) приобрёл репутацию храброго и способного командира летучих кавалерийских отрядов, «лихого саксонца на русской службе». Дважды он был ранен, в том числе сабельным ударом по голове, контужен «бомбою в том же месте головы». 1 (12) сентября 1759 года награждён орденом Святой Анны за Кунерсдорф (на своём портрете граф изображён с нагрудным знаком ордена Святой Анны) и 27 августа (7 сентября) 1760 года — орденом Святого Александра Невского за успешный бой с арьергардом прусского принца Генриха. Командуя казаками, неоднократно отличался в стычках (в тогдашней терминологии «шармицелях») и набегах т. н. «малой войны». После одной из таких стычек, когда Тотлебен чуть не утонул при переправе, получил предупреждение командующего фельдмаршала Бутурлина «впредь в подобныя отваги не вдаваться, но паче оных остерегаться».

### Покоритель Берлина
В сентябре 1760 года корпусу Тотлебена была поручена экспедиция против Берлина. 22 сентября (3 октября) (ныне в этот день отмечается национальный праздник Воссоединения Германии) казаки Тотлебена появились под стенами прусской столицы. В ответ на отказ от предложенной капитуляции, Тотлебен без особого успеха бомбардировал город, затем, тремя колоннами, две из которых так и не вступают в бой, а третья, под началом будущего фельдмаршала князя Прозоровского, с большими потерями отбита, пытался взять его штурмом.
Расстреляв все боеприпасы, он был вынужден отступить к местечку Кёпеник (ныне район Берлина), где дожидался подхода определённых в поддержку корпусов генерал-поручика графа Захара Чернышёва и австрийского корпуса графа Ласси. На седьмой день осады защитники Берлина предложили капитуляцию Тотлебену, формально, как генералу, первым осадившему город, в действительности же рассчитывая на большее снисхождение от бывшего берлинца. Даже не известив старшего по званию Чернышёва, Тотлебен подписал капитуляцию от своего имени, и, назначив берлинским комендантом подчинённого ему бригадира Бахмана, занял город солдатами своего корпуса, чем навлекает гнев поставленных перед свершившимся фактом Чернышёва и Ласси, также претендующих на славу покорителей прусской столицы, и подозрения в сговоре с врагом. Взяв с города контрибуцию, пленных, разорив военные предприятия, союзники покинули Берлин при известии о приближении Фридриха II с основными силами пруссаков.
За берлинскую экспедицию представляется к ордену Александра Невского и званию генерал-поручика, однако, по неясным причинам, не получает ни того, ни другого, а лишь грамоту с благодарностью за исполненный долг (генералы Чернышёв и Панин были за ту же операцию награждены орденами и повышены в чинах). Без ведома командования российской армии Тотлебен опубликовал в Варшаве сочинённую им «Реляцию» о взятии Берлина, где, наряду с преувеличением собственных заслуг, нелестно отзывается о своих конкурентах Чернышёве и Ласси. Бутурлину он заявил, что скорей умрёт, чем откажется от своей «Реляции», так как «там всё правда». В ответ на требование из Санкт-Петербурга извиниться перед Чернышёвым он подал в отставку, однако отставка заслуженного генерала не была принята и Тотлебен был назначен командующим всеми российскими лёгкими войсками.
С берлинской экспедицией связана легенда, упоминаемая А. С. Пушкиным в «Истории Пугачёвского бунта», о том, что Тотлебен, будто бы заметив сходство Пугачёва, участвовавшего в экспедиции в качестве простого казака, с наследником российского престола, будущим императором Петром III, подал Пугачёву тем самым мысль стать самозванцем.

### Изменник
В феврале 1761 года, пользуясь предоставленными командованием полномочиями на ведение переговоров с противником, Тотлебен установил переписку с принцем Генрихом Прусским и самим Фридрихом II. В результате задержания курьера с шифрованным посланием к Фридриху, Тотлебен был арестован 19 (30) июня 1761 года в городе Бернштайн и обвинён в измене.
На допросах в тайном повытье он показал, что намеревался, завоевав доверие Фридриха, заманить прусского короля в ловушку и захватить его. Учитывая авантюризм и неумеренное честолюбие Тотлебена, можно признать такое объяснение, которому следствие не поверило, правдоподобным, тем более, что сохранившиеся в прусских архивах письма Тотлебена к Фридриху подтверждают его показания на допросах: сведения, сообщаемые пруссакам, являлись неполными, неверными или устаревшими к моменту отправки. Единственным результатом информации, полученной от Тотлебена, явилась неудачная экспедиция корпуса фон Цитена в Польшу в июле 1761 года (Цитен не нашёл в Польше разрозненных российских отрядов, о которых сообщалось Тотлебеном, и вынужден повернуть назад, так ничего и не совершив).
Распространённая легенда, упоминаемая в «Истории» С. М. Соловьёва, гласит, что через Тотлебена передавались письма Фридриху от наследника российского престола, будущего Петра III. Своим возникновением она обязана не заслуживающим никакого доверия ссылкам на рассказы самого Петра. Всё время его короткого правления Тотлебен провёл в заключении. В переписке Тотлебена с Фридрихом имя наследника ни разу не упоминается.
В 1763 году Тотлебен был осуждён военным судом на смертную казнь, но был помилован Екатериной II. Согласно Указу, опубликованному в Москве 11 (22) апреля 1763 года, он был приговорён за «вредные намерения» против Российского государства к лишению всех чинов и наград и пожизненному изгнанию из пределов России. В чём состоят «вредные намерения» в Указе не разъясняется. Большинство современников связывало опалу популярного генерала с происками завистников, не простивших ему славы покорителя Берлина, и, в первую очередь, с именем графа Захара Чернышёва.
Указом Екатерины был снят секвестр с недвижимого имущества Тотлебена и его денежных вкладов в Гданьске и Гамбурге (формулировка Указа: «якоже мы в оном имении никакого участия желать не имеем»), Тотлебену было выплачено полное генеральское жалование за месяц-два перед арестом и, с вычетами, за всё время пребывания в заключении. В сопровождении премьер-майора Мезенцева и знающего немецкий язык прапорщика Реэра, а, также 6 рядовых, занятых перевозкой личных вещей генерала, изъятых при задержании и теперь возвращённых ему, Тотлебен был доставлен к российской границе, где и был оставлен 24 (13) мая 1763 года «без абшида» в местечке Шульценкруг.
Какое-то время Тотлебен провёл в своих имениях, тяготясь однообразной жизнью сельского помещика. По другим сведениям, он скитался по всей Европе, скрываясь от кредиторов.
Затем Тотлебен, к изумлению современников, вернулся в Россию, где лишь недавно счастливо избежал казни. В России первоначально ему было разрешено проживание в городе Порхове, где на его содержание выдавалось из казны по рублю в день (фунт мяса стоил тогда в столице 5 копеек).
Тотлебен получил прощение, согласно некоторым сведениям, прослужив год рядовым на Кубани, где отличился храбростью при отражении набегов горцев. Необычайная по меркам того времени мягкость наказания, а также быстрое прощение и восстановление в прежних чинах, а затем и повышение в чине военного, чья измена была официально доказана и подтверждена опубликованным Высочайшим указом, представляют доныне загадку. Ряд авторов (Александр Горбовский, Юлиан Семёнов) полагают, что «предательство» Тотлебена являлось в действительности получившей нежелательную огласку тайной операцией, задуманной в Санкт-Петербурге. От Тотлебена пришлось временно избавиться, но заслуги его не были забыты теми высокими лицами, которые за ним стояли. Это предположение не подтверждается, но и не опровергается известными фактами. Интересно, что, разоблачивший измену Тотлебена подполковник Фёдор Аш закончил свои дни в заключении: он был арестован, будучи к тому времени отставным бригадиром, в 1777 году, просидел 19 лет в крепости Динамюнде и в 1797 году был помещён пожизненно в Спасо-Евфимиев монастырь, где содержались душевнобольные государственные преступники.

### Вновь российский генерал
В 1768 году началась очередная Русско-турецкая война. В 1769 году Императрица Екатерина II направила генерал-майора Тотлебена во главе отдельного отряда для ведения боевых действий против турок в Грузии. Тотлебен был назначен главой первой организованной военной силы России, которая прошла Дарьяльское ущелье. Ему было приказано соединить силы с царём Грузии (Картли-Кахетии) Ираклием II. Последний надеялся с помощью России вернуть оккупированные османами грузинские земли к югу от Куры. В 1769 году Ираклий II встретил Тотлебена и препроводил его в Имерети. Но Тотлебен, по возвращении в Картли, вскоре поссорился с грузинским царём и его генералами, которых он «презирал как ориенталов» и просил Екатерину II отстранить всех грузинских офицеров из общей армии. Пока шёл обмен письмами с Петербургом, несколько русских офицеров сговорились против Тотлебена, который в свою очередь обвинил грузин в затее интриг.
В апреле 1770 года Ираклий II предложил Тотлебену план похода на Ахалцих, сильнейшую крепость османов в Грузии. Объединённое войско русских и грузин двинулось к Ахалциху, но у Аспиндзской крепости Тотлебен неожиданно повернул обратно, отозвав всех русских солдат и артиллерию, и вернулся в Картли, оставив Ираклия без поддержки. Ираклий II в Аспиндзском сражении 20 апреля (3 мая) 1770 года наголову разбил объединённое войско турок и дагестанцев. В то время, когда шёл бой между грузинами и турками, Тотлебен, будучи уверенным в неизбежной гибели царя, пошёл на Тбилиси, где объединился в заговоре против престола Грузии с оппозиционными местными князьями. И начал с силой занимать города и крепости Картли. Оттуда Тотлебен двинулся на запад, успешно воевал в Имеретии, взяв ряд турецких крепостей и заняв столицу княжества — город Кутаиси. Разбив 12-тысячный турецкий корпус, он осадил город и крепость Поти. Но честолюбивые планы Тотлебена не реализовались.
Ираклий II, узнав о предательских действиях генерала Тотлебена, поспешил в Картли. Екатерина II, со своей стороны, сочла нецелесообразным союз с оппозиционными грузинскими князьями. Она справедливо полагала, что вражда с царём Картли Ираклием II нанесёт вред влиянию России в регионе. Тотлебен был отозван Екатериной.
Екатерина пожаловала Тотлебену за достигнутые военные успехи Орден Святого Александра Невского (возложен самой императрицей в день Св. Александра Невского 30 августа (10 сентября) 1771 года, на обеде во дворце по этому случаю присутствовал и генерал-аншеф З. Г. Чернышёв) и долгожданное звание генерал-поручика.
В 1772 году генерал-поручик граф Тотлебен был направлен в Польшу, где принимает участие в войне с конфедератами (к которым одно время, после изгнания из России, он намеревался примкнуть). Тотлебен командовал российскими иррегулярными войсками (казаками и башкирами) в Литве.
Тотлебен умер от горячки в Варшаве. Он был похоронен со всеми воинскими почестями и к неудовольствию соотечественников-немцев по православному обряду и в православной часовне, несмотря на своё лютеранское вероисповедание.

## Образ в кино
- 1983 — «Клятвенная запись» (СССР); в роли Тотлебена — Алексей Петренко.